# Tadeusz Płończak
Tadeusz Płończak (ur. 29 sierpnia 1908, zm. 13 lutego 1981) – polski architekt, urbanista i nauczyciel akademicki.

## Życiorys
Absolwent Państwowej Szkoły Budownictwa w Poznaniu. Od 1933 pracownik Miejskiej Pracowni Urbanistycznej w Poznaniu. Po 1945 zakończył studia magisterskie (inżynierskie) na Politechnice Warszawskiej. Od 1946 do 1952 adiunkt przy Katedrze Projektowania Budownictwa Mieszkaniowego Wydziału Architektury Szkoły Inżynierskiej w Poznaniu. Od 1945 do 1949 kierownik Pracowni Urbanistycznej w Poznaniu. Od 1949 do 1955 główny urbanista poznańskiego Miastoprojektu. Od 1955 do 1958 ponownie kierownik Pracowni Urbanistycznej Miejskiej Rady Narodowej w Poznaniu. Pod jego kierunkiem powstało kilka planów ogólnych Poznania, był także projektantem lub współprojektantem:
- Pomnika Bohaterów na Cytadeli w Poznaniu (1946),
- wieżowca Miastoprojektu w Poznaniu (1950),
- gmachu Prezydium MRN Poznań Stare Miasto (1950-1952).

Laureat zespołowej nagrody w dziedzinie budownictwa i architektury miasta Poznania (1962).
Został pochowany 18 lutego 1981 w Alei Zasłużonych na cmentarzu Junikowo w Poznaniu (AZ-L-042).

## Galeria

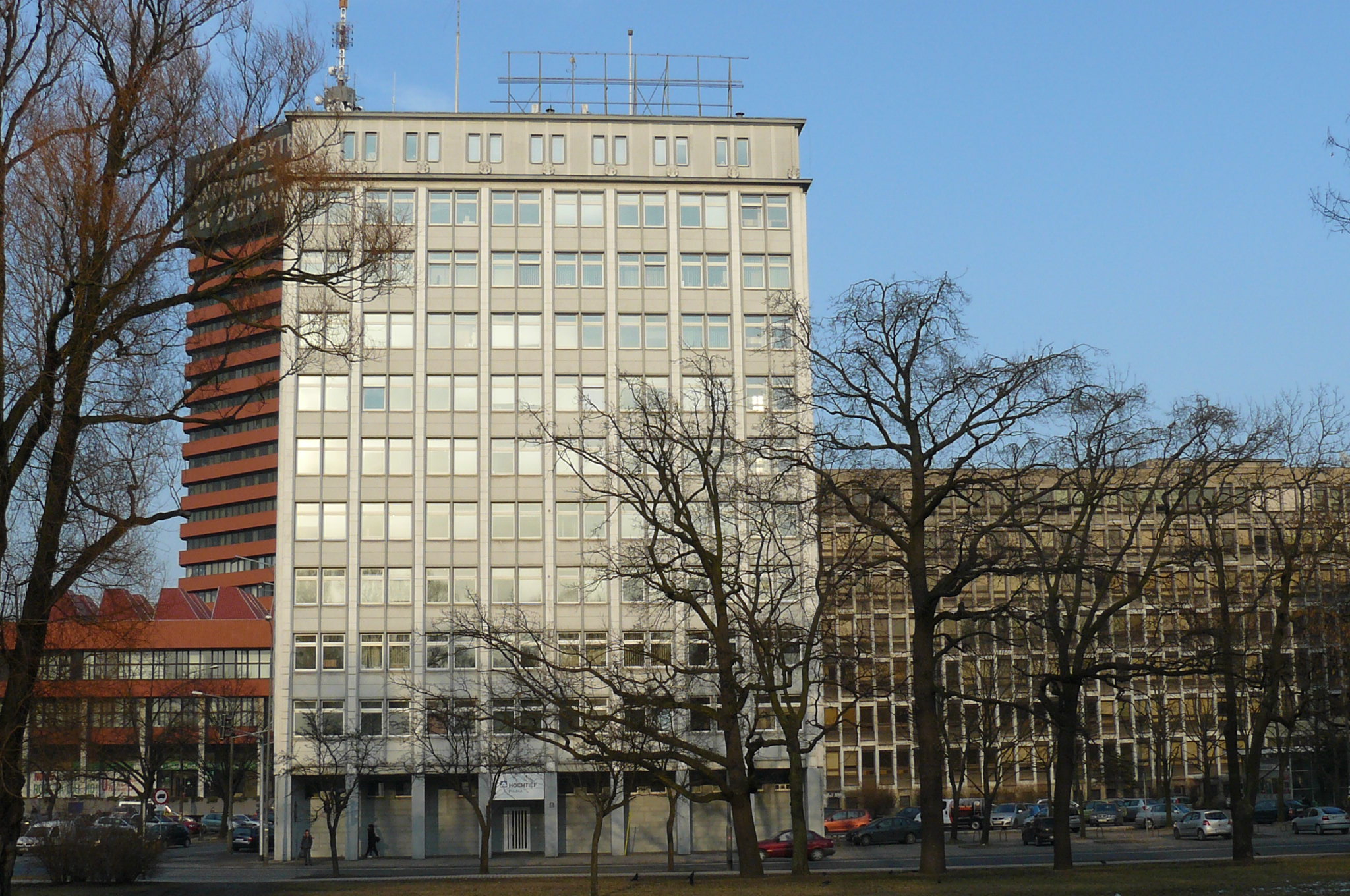
Wieżowiec Miastoprojektu w Poznaniu
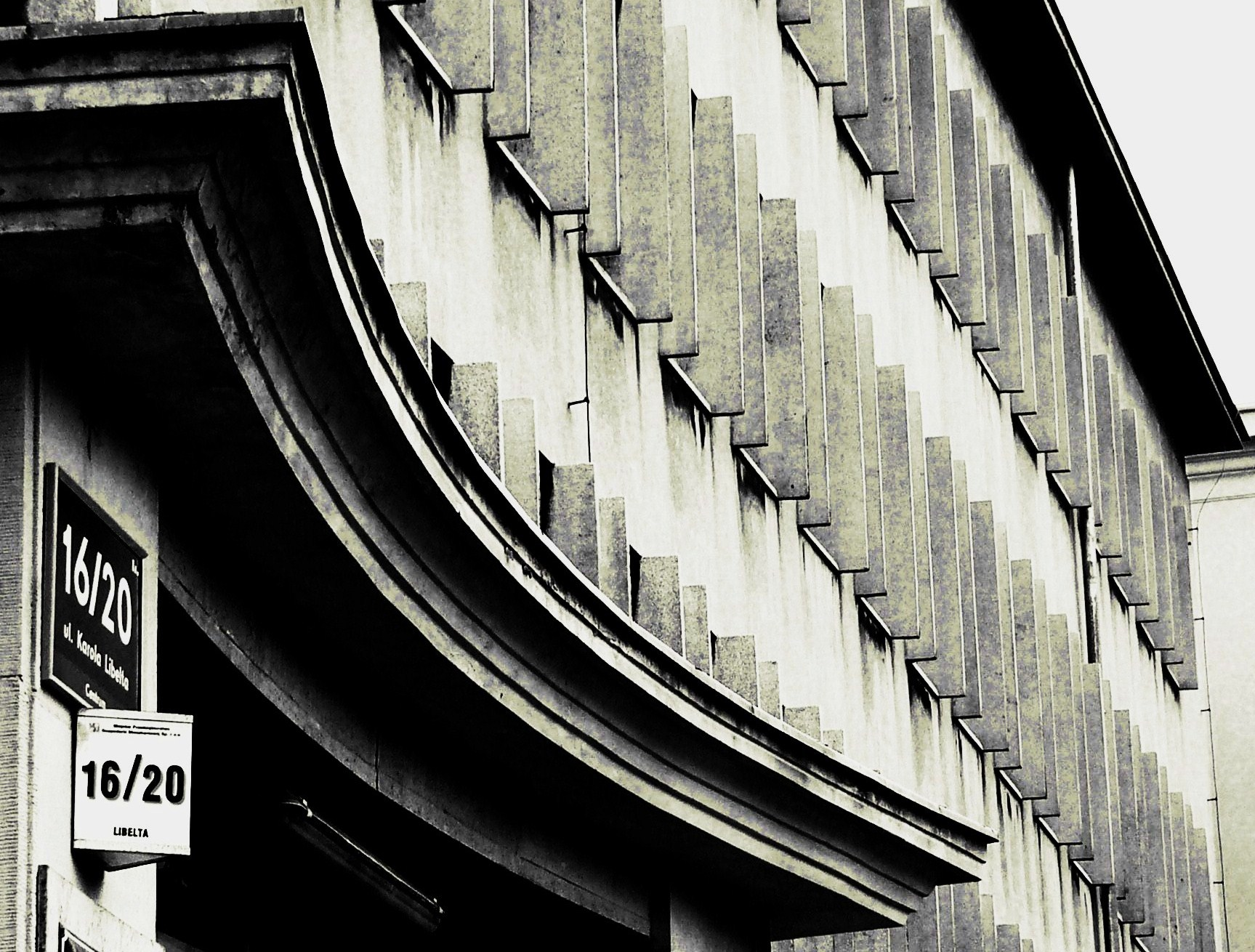
Prezydium DRN St. Miasto w Poznaniu
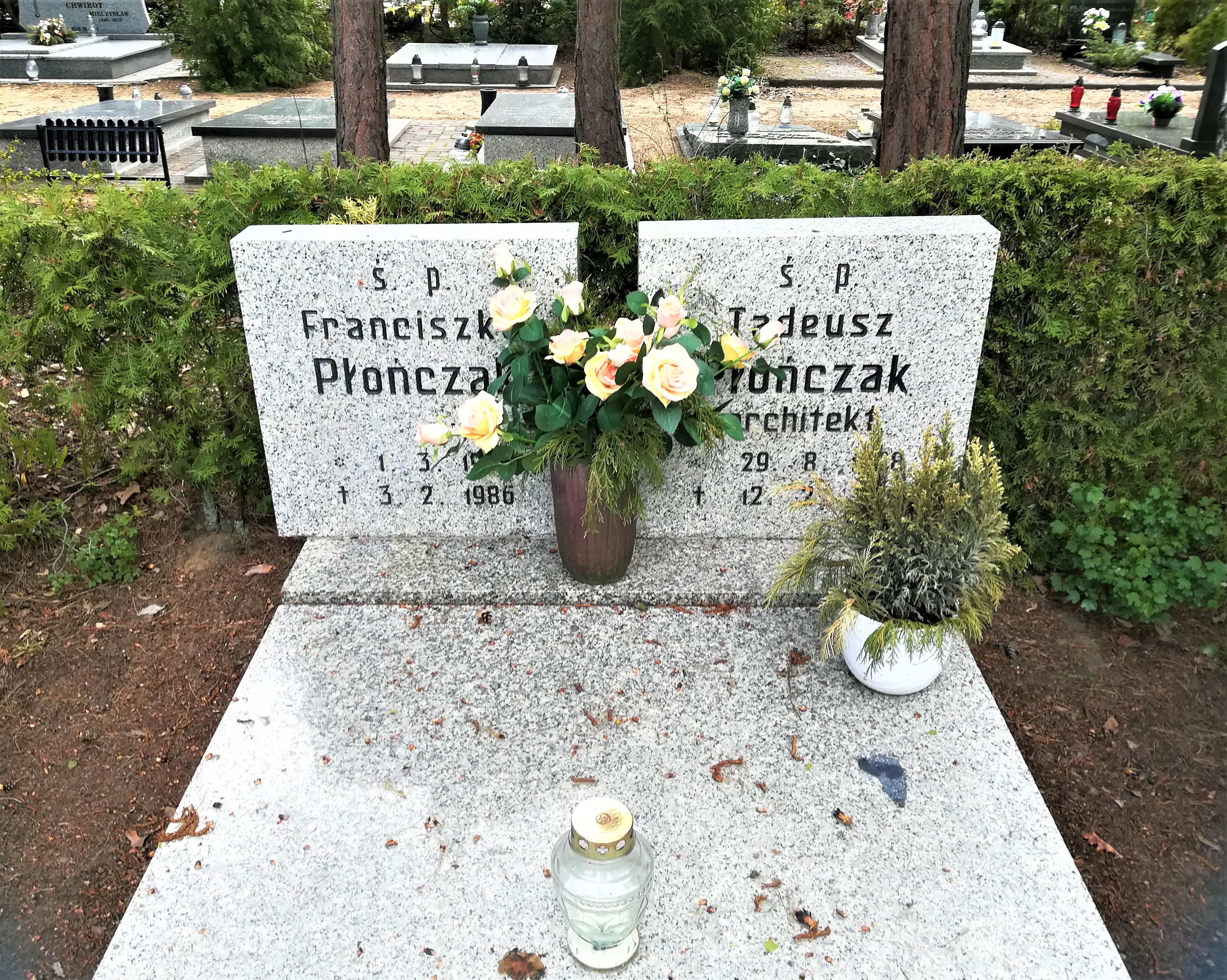
Grób na cmentarzu junikowskim